# Valea Marelui Rift

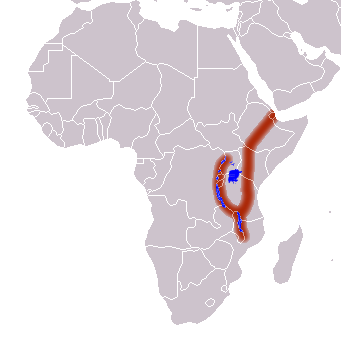
Valea Marelui Rift din Africa și „brațele” sale

Valea Marelui Rift, numită și Valea Riftului, Sistemul Riftului Est-African, Marele Graben Est-African este o importantă zonă de fisură a scoarței terestre care se întinde de la Marea Roșie, Iordania și sudul Orientului Mijlociu până în Mozambic (cursul inferior al fluviului Zambezi). Are o lungime de circa 6.400 km și o lățime în jur de 48-64 km. Amplitudinea faliilor ajunge la 2.000 m.
Fisura a început să se formeze cu aproximativ 30 de milioane de ani în urmă, mărindu-se pe măsură ce Africa se separa treptat de Peninsula Arabiei. Fisura (sau riftul) a dat naștere unor masive muntoase și vulcani precum Meru, Kilimandjaro și Kenya. Valea este alcătuită din două șiruri sau ramuri de rifturi (grabene), pe direcția aproximativă nord-sud. 
Principala ramură a sistemului, Valea Riftului de Est (riftul Gregory), este ocupată în nord de râul Iordan, de Marea Moartă și de golful Aqaba. Continuă spre sud, de-a lungul Mării Roșii, cu câteva lacuri din Kenya. Este mai puțin evidentă în Tanzania, unde marginea de est este erodată. Spre sud, continuă în direcția Oceanului Indian, pe lângă Beira, Mozambic.
A doua este ramura de vest a sistemului, Valea Riftului de Vest (riftul Albertin), care se întinde spre nord, de la capătul nordic al lacului Malawi, într-un arc care cuprinde lacurile Rukwa, Tanganyika, Kivu, Edward și Albert.

Harta geologică simplificată a Văii Marelui Rift și a principalilor vulcani asociați.

## Galerie

Valea Riftului de Est (riftul Gregory)
Valea Riftului de Vest (riftul Albertin)